# Bioeconomia
Con il termine bioeconomia si indica una teoria economica proposta da Nicholas Georgescu-Roegen per un'economia ecologicamente e socialmente sostenibile.

## Storia
Il nome "bioeconomia" è stato proposto a Georgescu-Roegen dal filosofo cecoslovacco Jiří Zeman.
Georgescu-Roegen riteneva che qualsiasi processo economico che produce merci materiali diminuisce la disponibilità di energia nel futuro e quindi la possibilità futura di produrre altre merci e cose materiali.
Inoltre, nel processo economico anche la materia si degrada ("matter matters, too"), ovvero diminuisce tendenzialmente la sua possibilità di essere usata in future attività economiche: una volta disperse nell'ambiente le materie prime precedentemente concentrate in giacimenti nel sottosuolo, queste possono essere reimpiegate nel ciclo economico solo in misura molto minore e a prezzo di un alto dispendio di energia. Tale principio è stato definito provocatoriamente dal suo autore, Georgescu-Roegen, Quarto principio della termodinamica.
Materia ed energia, quindi, entrano nel processo economico con un grado di entropia relativamente bassa e ne escono con un'entropia più alta. Da ciò deriva la necessità di ripensare radicalmente la scienza economica, rendendola capace di incorporare il principio dell'entropia e in generale i vincoli ecologici.
Parzialmente ispirata ai concetti della bioeconomia è la Permacultura, ossia l'insieme di pratiche agronomiche che si prefigge l'obiettivo di preservare la fertilità dei campi tramite imitazione della natura.
La teoria della bioeconomia è poi stata tradotta nel sistema economico della decrescita dallo stesso Nicholas Georgescu-Roegen.
La Commissione europea ha lanciato la propria strategia sulla Bioeconomia nel febbraio 2012, per poi aggiornarla nell’ottobre 2018. Secondo la Commissione europea, la bioeconomia è un’economia che usa le risorse biologiche, proveniente dalla terra e dal mare, così come i rifiuti, come input per la produzione alimentare, mangimistica, industriale ed energetica.